# Natação no Campeonato Mundial de Esportes Aquáticos de 2013 - 200 m medley feminino
A prova dos 200 metros medley feminino da natação no Campeonato Mundial de Esportes Aquáticos de 2013 ocorreu nos dias 28 de julho e 29 de julho no Palau Sant Jordi  em Barcelona.

## Recordes
Antes desta competição, os recordes mundiais e do campeonato nesta prova eram os seguintes:
| Tipo                  | Atleta        | Tempo   | Local | Data                |
| --------------------- | ------------- | ------- | ----- | ------------------- |
|                       | Ariana Kukors | 2:06,15 | Roma  | 27 de julho de 2009 |
| Recorde do campeonato | Ariana Kukors | 2:06,15 | Roma  | 27 de julho de 2009 |

## Medalhistas
| Ouro                 | Prata               | Bronze                |
| Katinka Hosszú (HUN) | Alicia Coutts (AUS) | Mireia Belmonte (ESP) |

## Resultados

### Eliminatórias
Esses foram os resultados das eliminatórias.
| Pos. | Bateria | Raia | Nadadora                  | Nacionalidade  | Tempo   | Notas |
| ---- | ------- | ---- | ------------------------- | -------------- | ------- | ----- |
| 1    | 5       | 5    | Katinka Hosszú            | Hungria        | 2:08,45 | Q     |
| 2    | 5       | 4    | Ye Shiwen                 | China          | 2:10,20 | Q     |
| 3    | 5       | 3    | Emily Seebohm             | Austrália      | 2:11,12 | Q     |
| 4    | 3       | 6    | Elizabeth Beisel          | Estados Unidos | 2:11,16 | Q     |
| 5    | 3       | 4    | Caitlin Leverenz          | Estados Unidos | 2:11,54 | Q     |
| 6    | 5       | 2    | Siobhan-Marie O'Connor    | Reino Unido    | 2:11,64 | Q     |
| 7    | 4       | 4    | Alicia Coutts             | Austrália      | 2:11,88 | Q     |
| 8    | 3       | 5    | Mireia Belmonte           | Espanha        | 2:12,11 | Q     |
| 9    | 5       | 6    | Kanako Watanabe           | Japão          | 2:12,28 | Q     |
| 10   | 4       | 3    | Sophie Allen              | Reino Unido    | 2:12,31 | Q     |
| 10   | 4       | 5    | Zsuzsanna Jakabos         | Hungria        | 2:12,31 | Q     |
| 12   | 4       | 2    | Miho Teramura             | Japão          | 2:12,91 | Q     |
| 13   | 3       | 3    | Zhang Wenqing             | China          | 2:13,40 | Q     |
| 14   | 3       | 2    | Viktoriya Andreyeva       | Rússia         | 2:13,61 | Q     |
| 15   | 4       | 7    | Erika Seltenreich-Hodgson | Canadá         | 2:13,84 | Q     |
| 16   | 4       | 6    | Beatriz Gómez Cortés      | Espanha        | 2:13,98 | Q     |
| 17   | 4       | 1    | Stina Gardell             | Suécia         | 2:14,02 |       |
| 18   | 4       | 0    | Sycerika McMahon          | Irlanda        | 2:14,38 |       |
| 19   | 5       | 0    | Sophie de Ronchi          | França         | 2:14,57 |       |
| 20   | 5       | 7    | Theresa Michalak          | Alemanha       | 2:14,73 |       |

| Ver o restante da classificação | Ver o restante da classificação | Ver o restante da classificação | Ver o restante da classificação | Ver o restante da classificação | Ver o restante da classificação | Ver o restante da classificação |
| Pos.                            | Bateria                         | Raia                            | Nadadora                        | Nacionalidade                   | Tempo                           | Notas                           |
| ------------------------------- | ------------------------------- | ------------------------------- | ------------------------------- | ------------------------------- | ------------------------------- | ------------------------------- |
| 21                              | 3                               | 7                               | Lisa Zaiser                     | Áustria                         | 2:14,85                         |                                 |
| 22                              | 3                               | 1                               | Alexandra Wenk                  | Alemanha                        | 2:14,90                         |                                 |
| 23                              | 2                               | 5                               | Erica Dittmer                   | México                          | 2:14,93                         | Recorde nacional                |
| 24                              | 2                               | 6                               | Barbora Závadová                | Chéquia                         | 2:14,98                         |                                 |
| 25                              | 5                               | 1                               | Stefania Pirozzi                | Itália                          | 2:14,98                         |                                 |
| 26                              | 4                               | 8                               | Joanna Melo                     | Brasil                          | 2:15,00                         |                                 |
| 27                              | 5                               | 8                               | Alexa Komarnycky                | Canadá                          | 2:15,08                         |                                 |
| 28                              | 3                               | 8                               | Hanna Dzerkal                   | Ucrânia                         | 2:16,52                         |                                 |
| 29                              | 2                               | 1                               | Marlies Ross                    | África do Sul                   | 2:16,94                         |                                 |
| 30                              | 4                               | 9                               | Victoria Kaminskaya             | Portugal                        | 2:17,21                         | Recorde nacional                |
| 31                              | 3                               | 9                               | Katarína Listopadová            | Eslováquia                      | 2:17,87                         |                                 |
| 32                              | 2                               | 2                               | Siow Yi Ting                    | Malásia                         | 2:17,90                         |                                 |
| 33                              | 3                               | 0                               | Eygló Ósk Gústafsdóttir         | Islândia                        | 2:18,18                         |                                 |
| 34                              | 2                               | 4                               | Cheng Wan-jung                  | Taipé Chinesa                   | 2:18,47                         |                                 |
| 35                              | 5                               | 9                               | Ranohon Amanova                 | Uzbequistão                     | 2:18,60                         |                                 |
| 36                              | 2                               | 7                               | Zara Bailey                     | Jamaica                         | 2:18,88                         |                                 |
| 37                              | 2                               | 3                               | Tanja Kylliäinen                | Finlândia                       | 2:20,09                         |                                 |
| 38                              | 2                               | 8                               | Samantha Yeo                    | Singapura                       | 2:20,19                         |                                 |
| 39                              | 2                               | 9                               | McKayla Lightbourn              | Bahamas                         | 2:20,83                         |                                 |
| 40                              | 2                               | 0                               | Chan Kin Lok                    | Hong Kong                       | 2:22,09                         |                                 |
| 41                              | 1                               | 6                               | Matelita Buadromo               | Fiji                            | 2:27,56                         |                                 |
| 42                              | 1                               | 4                               | Loreen Whitfield                | Samoa Americana                 | 2:28,05                         |                                 |
| 43                              | 1                               | 5                               | Elvira Hasanova                 | Azerbaijão                      | 2:30,27                         |                                 |
| 44                              | 1                               | 3                               | Lianna Catherine Swan           | Paquistão                       | 2:32,61                         | Recorde nacional                |

### Semifinal
Esses foram os resultados das semifinais.
Semifinal 1
| Pos. | Raia | Nadadora               | Nacionalidade  | Tempo   | Notas |
| ---- | ---- | ---------------------- | -------------- | ------- | ----- |
| 1    | 4    | Ye Shiwen              | China          | 2:09,12 | Q     |
| 2    | 6    | Mireia Belmonte        | Espanha        | 2:10,66 | Q     |
| 3    | 2    | Zsuzsanna Jakabos      | Hungria        | 2:11,21 | Q     |
| 4    | 3    | Siobhan-Marie O'Connor | Reino Unido    | 2:11,33 | Q     |
| 5    | 5    | Elizabeth Beisel       | Estados Unidos | 2:11,69 |       |
| 6    | 1    | Viktoriya Andreyeva    | Rússia         | 2:12,67 |       |
| 7    | 7    | Miho Teramura          | Japão          | 2:14,02 |       |
| 8    | 8    | Beatriz Gómez Cortés   | Espanha        | 2:15,11 |       |

Semifinal 2
| Pos. | Raia | Nadadora                  | Nacionalidade  | Tempo   | Notas |
| ---- | ---- | ------------------------- | -------------- | ------- | ----- |
| 1    | 4    | Katinka Hosszú            | Hungria        | 2:08,59 | Q     |
| 2    | 6    | Alicia Coutts             | Austrália      | 2:10,06 | Q     |
| 3    | 7    | Sophie Allen              | Reino Unido    | 2:10,23 | Q     |
| 4    | 5    | Emily Seebohm             | Austrália      | 2:10,70 | Q, WD |
| 5    | 3    | Caitlin Leverenz          | Estados Unidos | 2:11,05 | Q     |
| 6    | 1    | Zhang Wenqing             | China          | 2:11,34 |       |
| 7    | 2    | Kanako Watanabe           | Japão          | 2:11,50 |       |
| 8    | 8    | Erika Seltenreich-Hodgson | Canadá         | 2:16,12 |       |

### Final
Esse foi o resultado da final.
| Pos.              | Raia | Nadadora               | Nacionalidade  | Tempo   | Notas |
| ----------------- | ---- | ---------------------- | -------------- | ------- | ----- |
| Medalha de ouro   | 4    | Katinka Hosszú         | Hungria        | 2:07,92 |       |
| Medalha de prata  | 3    | Alicia Coutts          | Austrália      | 2:09,39 |       |
| Medalha de bronze | 2    | Mireia Belmonte        | Espanha        | 2:09,45 |       |
| 4                 | 5    | Ye Shiwen              | China          | 2:10,48 |       |
| 5                 | 7    | Caitlin Leverenz       | Estados Unidos | 2:10,73 |       |
| 6                 | 1    | Zsuzsanna Jakabos      | Hungria        | 2:10,95 |       |
| 7                 | 6    | Sophie Allen           | Reino Unido    | 2:11,32 |       |
| 8                 | 8    | Siobhan-Marie O'Connor | Reino Unido    | 2:12,03 |       |

Legenda
| Recorde mundial       | Recorde mundial (World record)               |                       | Recorde africano                      | Recorde africano (African) |                                           | Q | Classificado por posição (Qualified) |
| Recorde do campeonato | Recorde do campeonato (Championship record)  | Recorde da América    | Recorde da América (Americas)         | q                          | Classificado por melhor tempo (Qualified) |   |                                      |
| Melhor marca do ano   | Melhor marca do ano (World leading)          | Recorde asiático      | Recorde asiático (Asian)              | DNS                        | Não largou (Did not start)                |   |                                      |
| Recorde nacional      | Recorde nacional (National record)           | Recorde europeu       | Recorde europeu (European)            | DNF                        | Não terminou (Did not finish)             |   |                                      |
| Recorde pessoal       | Recorde pessoal do atleta (Personal best)    | Recorde da Oceania    | Recorde da Oceania (Oceania)          | DSQ / DQ                   | Desclassificado (Disqualified)            |   |                                      |
| Recorde da temporada  | Recorde da temporada do atleta (Season best) | Recorde sul-americano | Recorde sul-americano (South America) | NM                         | Sem marca (No mark)                       |   |                                      |